# Squalo (sommergibile 1930)
Lo Squalo è stato un sommergibile della Regia Marina.

## Storia
Una volta in servizio fu dislocato a La Spezia, in seno alla II Squadriglia Sommergibili di Media Crociera.
Nel 1934 costituì a Napoli la IV Squadriglia sommergibili unitamente ai tre gemelli; due anni dopo fu destinato alla base eritrea di Massaua e vi rimase – svolgendo varie missioni d'addestramento per testare le prestazioni della classe in acque calde – sino al gennaio del 1938, quando rientrò in Italia entrando a far parte della XXXIII Squadriglia Sommergibili con base a Messina.
Dopo l'entrata dell'Italia nella seconda guerra mondiale operò inizialmente, con base a Lero (dov'era stato trasferito nel 1940) e il tenente di vascello Giuseppe Migeca come comandante, nel Mediterraneo orientale, senza cogliere risultati.
Il 23 luglio 1941 (con il tenente di vascello Ludovico Grion come comandante) si dispose in agguato nei pressi delle coste della Cirenaica, e l'indomani – a settentrione di Ras Azzaz – lanciò due siluri da 1000 metri contro una nave cisterna di grandi dimensioni (in navigazione verso ovest) avvertendo due forti scoppi, ma la nave si allontanò favorita dalla nebbia e dall'oscurità (probabilmente fu danneggiata).
Il 30 luglio 1941 subì caccia antisommergibilie da parte di due cacciatorpediniere a sud di Creta, uscendone indenne.
Nel settembre 1941 fu inviato a sudovest delle coste sarde nell'ambito dell'operazione britannica «Halberd» (si trattava di un'operazione di rifornimento di Malta, ma i vertici navali italiani ritenevano potesse trattarsi di una missione offensiva contro le coste italiane).
Il 29 settembre ed il 19 dicembre 1941, in entrambi i casi al largo di Malta, subì nuovamente caccia antisommergibile ad opera di cacciatorpediniere, e ne uscì ancora indenne o con danni lievi.
Complessivamente compì 28 missioni offensivo-esplorative e 14 di trasferimento, navigando per complessive 18.800 miglia in superficie e 2754 in immersione, fino al 30 aprile 1942.
Dal 1º maggio 1942 agli inizi di settembre 1943 svolse 121 missioni addestrative, alternate a pochi agguati difensivi contro sommergibili nell'Adriatico settentrionale, per conto della Scuola Sommergibili di Pola, cui era stato assegnato.
Il 7 settembre 1943 (al comando del tenente di vascello Carlo Girola) fu inviato in Mare Ionio, nell'area compresa fra Sicilia, Calabria e Puglia meridionale, nell'ambito dell'operazione «Zeta» in difesa delle coste italiane contro un previsto sbarco anglo-americano.
Il 10 settembre, in seguito all'armistizio, si consegnò agli Alleati ad Augusta, da dove ripartì al calar del sole del 16 assieme a cinque altre sommergibili, giungendo a Malta l'indomani (la navigazione dovette essere effettuata in immersione per evitare di essere accidentalmente attaccati da unità alleate). Il 13 ottobre ripartì da Malta (unitamente a 14 altri sommergibili) e fece ritorno in Italia; dal 20 novembre ebbe base ad Augusta.
Nel corso della cobelligeranza, a partire dal 20 gennaio 1944, fu impiegato in esercitazioni antisommergibile dagli Alleati (ne furono comandanti dapprima il tenente di vascello Alfredo Fellner e in seguito il sottotenente di vascello Fernando Ubaldelli); fu posto in disarmo al termine del conflitto.
Radiato il 1º febbraio 1948, fu avviato alla demolizione.